# Sun Yu (réalisateur)
Sun Yu (孙瑜, 21 mars 1900 – 11 juillet 1990) est un réalisateur de l'âge d'or du cinéma chinois. Employé important de la société de production Lianhua, il se fait un nom avec une série de drames sociaux durant les années 1930. En raison de l'invasion japonaise de 1937, il se réfugie dans l'intérieur du pays et réalise des films glorifiant l'effort de guerre contre les Japonais.
Sa carrière décline fortement après la victoire communisme de 1949. Avec La Vie de Wu Xun (en), film à gros budget sur l'histoire d'un fonctionnaire de la dynastie Qing, il s'attire la colère de Mao Zedong qui critique en personne le film dans un essai. La carrière de Sun Yu ne se remet jamais de cet épisode.
En dehors de son travail dans le cinéma, Sun Yu est également poète et traducteur. Deux de ses traductions de poèmes de Li Po apparaissent dans le magazine Poetry en 1926, et un livre complet de poèmes de Li Po avec ses traductions et commentaires est publié en 1982.

## Biographie
Né à Chongqing, Sun Yu étudie à l'université Tsinghua de Pékin avant de poursuivre à l'université du Wisconsin à Madison.
Après son diplôme d'art dramatique en 1925, Sun entre à l'institut de photographie de New York (en) où il étudie le cinéma et le montage. Il prend également des cours du soir à l'université Columbia dans l'écriture de scénario et autre. Durant cette période, il assiste à une série de conférences sur l'écriture donnée par David Belasco qui l'influence grandement.
De retour en Chine en 1926, Sun réalise son premier film, Un sabreur romantique, avec la société cinématographique Minxin (en), studio sur le déclin. Commençant dans les années 1930, Sun Yu entame une collaboration avec le studio de gauche Lianhua où il devient l'un des plus importants réalisateurs « socialement conscients » avec Cai Chusheng, Fei Mu, et d'autres. Avec ce studio, Sun réalise ses dernières œuvres, comme La Rose sauvage (1932), Du sang sur le volcan (1932), L'Aube (en) (1933), Les Petits jouets (en) (1933), et La Route (1934).
En raison de l'invasion japonaise de 1937, Sun, comme beaucoup de ses collègues, fuit vers l'intérieur vers la capitale provisoire nationaliste Chongqing où il réalise des films de propagande pour encourager l'effort de guerre.
Après la guerre, Sun Yu prépare sa plus importante production, une biographie d'un lettré de la dynastie Qing, Wu Xun (en), qui apprit à lire au peuple. La Vie de Wu Xun (en) est fait avec la société Kunlun et a à l'affiche l'un des acteurs les plus populaires de l'époque, Zhao Dan, dans le rôle-titre. Peu après la sortie, le film est personnellement critiqué par Mao Zedong. Dans le Le Quotidien du Peuple, Mao accuse Wu Xun d'avoir été un libéral dont les programmes d'alphabétisation sous-entendaient que la révolution n'était pas nécessaire. L'avalanche de critique qu'engendre alors la critique de Mao est la « première campagne politico-idéologique importante » de l'après-1949, et ses effets sont immédiats. La réputation de Sun Yu est en ruines et sa carrière est au point mort. Il ne réalisera qu'une poignée de films durant les vingt prochaines années. En 1985, 35 ans après la sortie de La Vie de Wu Xun, des membres du politburo chinois admettent que la campagne de Mao et les critiques contre le film, n'étaient pas réellement fondées.
Sun Yu meurt à Shanghai en 1990.

## Filmographie non exhaustive
| Année | Titre français                             | Titre chinois | Studio                       | Notes                                                      |
| ----- | ------------------------------------------ | ------------- | ---------------------------- | ---------------------------------------------------------- |
| 1928  | Un sabreur romantique                      | 魚叉怪俠      | Mingxing                     | Début de réalisateur                                       |
| 1930  | Rêve de printemps dans l'ancienne capitale | 故都春夢      | Lianhua                      |                                                            |
| 1930  | Herbes folles et Fleurs sauvages           | 野草閒花      | Lianhua                      | Aussi appelé Fleurs sauvages sur la route                  |
| 1932  | La Rose sauvage                            | 野玫瑰        | Lianhua                      |                                                            |
| 1932  | Face à la crise nationale                  | 共赴國難      | Lianhua                      | Co-réalisé avec Cai Chusheng, Shi Dongshan, et Wang Cilong |
| 1932  | Du sang sur le volcan                      | 火山情血      | Lianhua                      |                                                            |
| 1933  | L'Aube (en)                                | 天明          | Lianhua                      |                                                            |
| 1933  | Les Petits jouets (en)                     | 小玩意        | Lianhua                      |                                                            |
| 1934  | La Reine des sports (en)                   | 体育皇后      | Lianhua                      |                                                            |
| 1935  | La Route                                   | 大路          | Lianhua                      |                                                            |
| 1936  | Retour à la nature                         | 到自然去      | Lianhua                      | Adaptation de L'Admirable Crichton                         |
| 1937  | Hallucinations d’un fou                    | 瘋人狂想曲    | Lianhua                      | Segment d'un film collaboratif, La Symphonie de la Lianhua |
| 1937  | Le Printemps parmi les hommes              | 春到人间      | Lianhua                      |                                                            |
| 1950  | La Vie de Wu Xun (en)                      | 武訓傳        | Kunlun                       |                                                            |
| 1955  | Song Jingshi                               | 宋景詩        | Studio de cinéma de Shanghai | Co-réalisé avec Zheng Junli                                |
| 1957  | Face au vent et aux vagues                 | 乘風破浪      | Shanghai                     |                                                            |
| 1958  | La Légende de Lu Ban                       | 魯班的傳說    | Shanghai                     |                                                            |

## Publications
Sun Yu était également poète et traducteur :
- Sun, Yu [孫瑜], traduction, préface, et commentaire (1982). Li Po - Nouvelle traduction 李白詩新譯. Hong Kong: The Commercial Press,  (ISBN 962 07 1025 8)